# Lac Karapiro
Le lac Karapiro est un lac artificiel situé à 30 kilomètres au sud-est de Hamilton, sur l'Île du Nord, en Nouvelle-Zélande.
Le lac a accueilli plusieurs compétitions sportives d'aviron : les épreuves d'aviron des Jeux de l'Empire britannique de 1950, les Championnats du monde d'aviron 1978 , les Championnats du monde de va'a 2006 et les Championnats du monde d'aviron 2010.